# Grubeopolynoe
Grubeopolynoe är ett släkte av ringmaskar. Grubeopolynoe ingår i familjen Polynoidae.
Kladogram enligt Catalogue of Life:
| Grubeopolynoe | \| \| Grubeopolynoe semenovi \| \| \| \| \| \| Grubeopolynoe tuta \| \| \| \| |
|               | \| \| Grubeopolynoe semenovi \| \| \| \| \| \| Grubeopolynoe tuta \| \| \| \| |
|               | Grubeopolynoe semenovi                                                        |
|               |                                                                               |
|               | Grubeopolynoe tuta                                                            |
|               |                                                                               |